# Uwe Kiessler

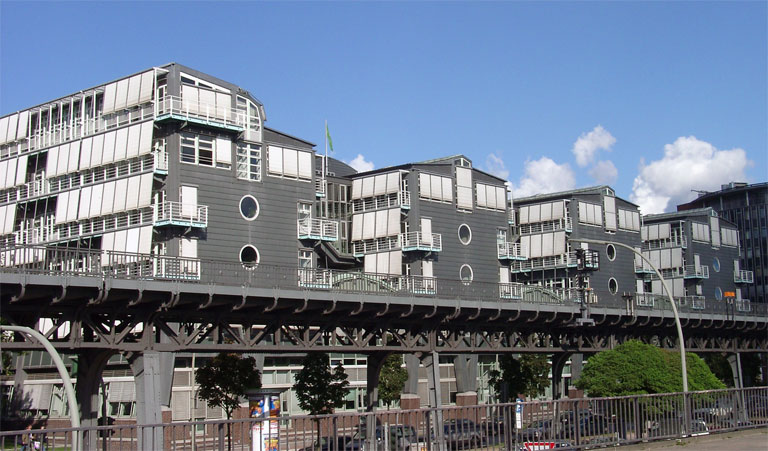
Verlagshaus Gruner + Jahr in Hamburg (Foto: 2004)

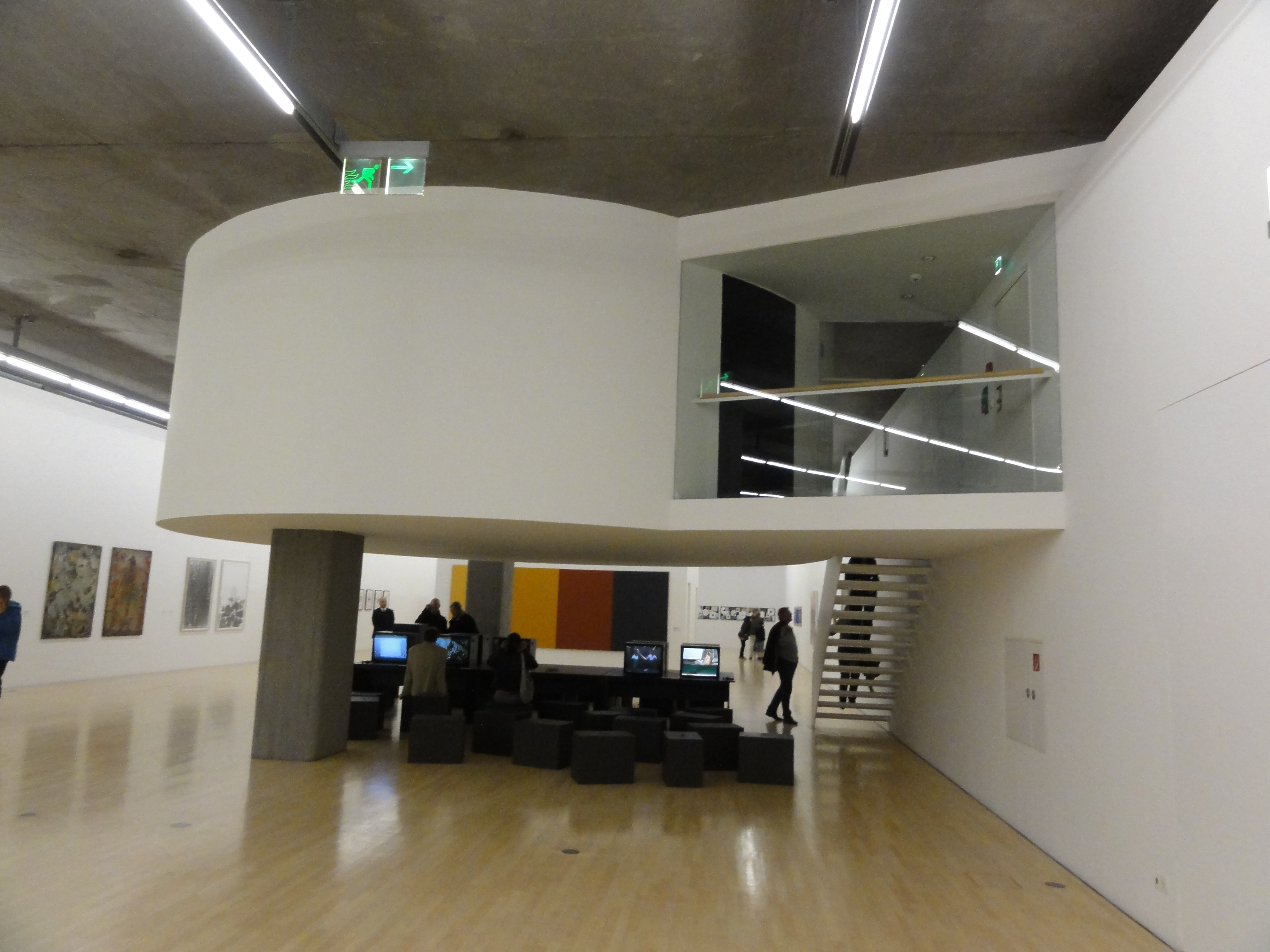
Kunstbau, München (Foto: 2013)

Uwe Kiessler (* 17. Februar 1937 in Krefeld; † 29. Juli 2025 in München) war ein deutscher Architekt und Hochschullehrer.

## Leben
Uwe Kiessler absolvierte von 1947 bis 1956 das Gymnasium am Moltkeplatz in Krefeld und studierte anschließend von 1956 bis 1961 Architektur an der Technischen Hochschule München. Von 1962 bis 2014 betrieb Kiessler zusammen mit Manes Schultz sein Architekturbüro in München; das Büro Kiessler Architekten existiert weiterhin. 1981 wurde er als Professor für Entwurf und Baukonstruktion an die Fachhochschule München berufen, von 1990 bis 2002 lehrte er als Professor für Integriertes Bauen an der Technischen Universität München. Kiessler war Mitglied der Akademie der Künste in Berlin und der Bayerischen Akademie der Schönen Künste.
Die Projekte von Kiessler gehörten zu den vielfach ausgezeichneten Bauten in Deutschland nach 1945. Bereits 1963 wurde man aufmerksam auf eine flexible, offene Stadt in der Stadt, die über den kilometerlangen Gleisanlagen hinter dem Münchner Hauptbahnhof schweben sollte. Demselben Entwurfsansatz folgte der Gelsenkirchener Wissenschaftspark, ein Werk der ökologischen Moderne. Überregionale Bekanntheit erreichte er zum Beispiel mit dem Bürogebäude der Bayerischen Rückversicherung; die 1976 erbauten drei zylindrischen Baukörper mit zwanzig Metern Durchmessern, die sich um einen zentralen Kern gruppieren und neben einem freistehenden Casino eine neuartige Arbeitslandschaft behausen, bilden ein weithin prägendes Bauwerk in München. Zusammen mit Otto Steidle wurde zwischen 1983 und 1990 sein Entwurf für den Neubau von Gruner + Jahr am Hamburger Hafen errichtet, ein Meilenstein für moderne Bürokomplexe. Weitere innovative Bauten wurden realisiert wie der Glasschirm über das Düsseldorfer K21 oder die Aufstockung des Münchner Literaturhauses.

## Bauten

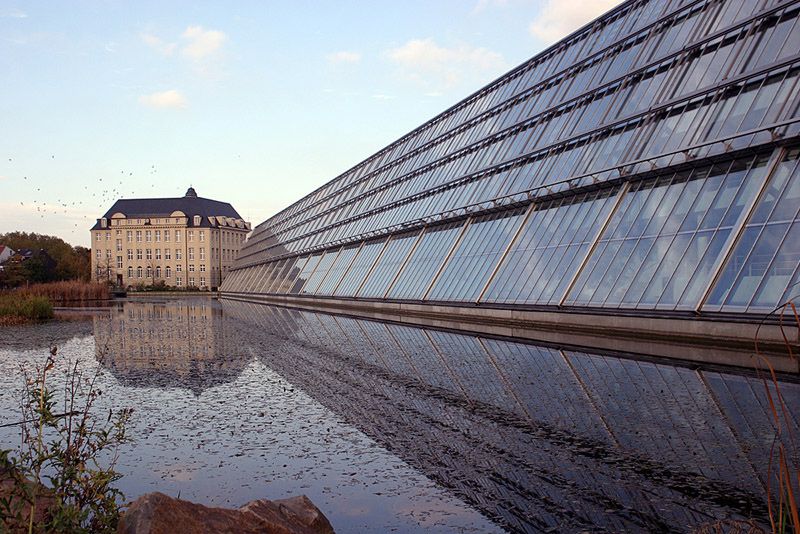
Wissenschaftspark Rheinelbe in Gelsenkirchen-Ückendorf (Foto: 2004)

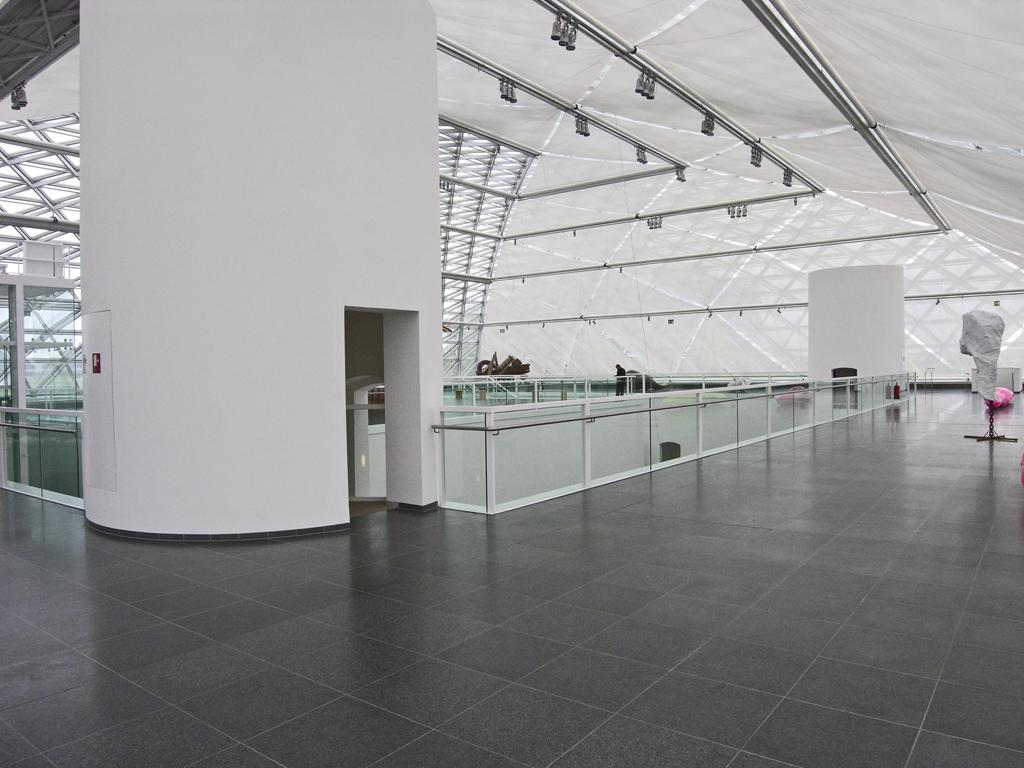
Kunstsammlung NRW in Düsseldorf (Foto: 2005)

- 1979–1982: Rischarts Backhaus in München
- 1982–1984: Technologiezentrum Softlab in München
- 1983–1990: Gruner + Jahr Pressehaus in Hamburg (mit Steidle + Partner)
- 1985–1988: Technisches Zentrum ERCO-Leuchten in Lüdenscheid
- 1990–1993: Aufstockung von Rischarts Backhaus in München
- 1988–1994: Kunstbau am Königsplatz in München
- 1989–1995: Wissenschaftspark Rheinelbe in Gelsenkirchen-Ückendorf
- 1994–1997: Aufstockung für das Literaturhaus München
- 1995–2001: Kunstsammlung Nordrhein-Westfalen (K21 im ehemaligen Ständehaus) in Düsseldorf
- 2000–2005: Telekom Center in München (mit Stefan Blume und Georgios Rebouskos)
- 2005: Kubus im Petuelpark

## Ehrungen und Preise
- 1967: Stipendium und Rompreis der Deutschen Akademie Rom
- 1977: BDA-Preis Bayern für Bayerische Rück
- 1983: BDA-Preis Bayern für Rischarts Backhaus[5]
- 1984: Förderpreis Berlin Sektion Baukunst, Preis des Deutschen Stahlbaues, Anerkennung – Mies van der Rohe Preis, Industrie und Handwerk im Städtebau, Goldene Plakette für Rischarts Backhaus
- 1986: Constructa-Preis, Europäischer Preis für Industriearchitektur, Anerkennung, Rischarts Backhaus
- 1988: Anerkennung – Preis des Deutschen Stahlbaues für Technisches Zentrum ERCO, Lüdenscheid
- 1989: Industrie + Handwerk im Städtebau, Goldene Plakette, Technisches Zentrum ERCO, Lüdenscheid / BDA-Preis Bayern, Zeitungsvertrieb Jost München / Deutscher Architekturpreis, Anerkennung, Technisches Zentrum ERCO
- 1990: Constructa-Preis, Europäischer Preis für Industriearchitektur, Anerkennung, Technisches Zentrum ERCO / Mies-van-der-Rohe-Preis, Anerkennung, Technisches Zentrum ERCO
- 1991: Hamburger Bauwerk des Jahres, Gruner + Jahr Verlagsgebäude
- 1993: BDA-Preis Bayern für Aufstockung Rischarts Backhaus 1994[6] Stern des Jahres der Abendzeitung, Kunstbau Königsplatz
- 1994: Architekturpreis der West-Hyp-Stiftung für vorbildliche Gewerbebauten, Wissenschaftspark Rheinelbe, Gelsenkirchen
- 1995: MIPIM AWARDS 95, Wissenschaftspark Rheinelbe, Gelsenkirchen / BDA-Preis Bayern[7], Kunstbau Königsplatz / Deutscher Architekturpreis, Wissenschaftspark Rheinelbe, Gelsenkirchen
- 1997: BDA-Preis Bayern für Literaturhaus München
- 1998: Münchner Architekturpreis / Constructec-Preis, Wissenschaftspark Rheinelbe, Gelsenkirchen / Gestaltungspreis der Wüstenrot-Stiftung, Anerkennung Kunstbau Königsplatz
- 1999: Wettbewerb Denkmalschutz und Neues Bauen, Landeshauptstadt München, verliehen für das Literaturhaus München
- 2007: Bayerischer Architekturpreis